# Point of Interest (Marketing)
Point Of Interest (Marketing) („Ort des Interesses“, wörtlich „Ort von Interesse“) ist ein Begriff aus dem Marketing.
POIs sind Verkaufspunkte, welche für den Vertrieb von Produkten von besonderer Bedeutung sind. Die POIs können in verschiedenen Verkaufskanälen zur Verkaufsförderung eines bestimmten Produktes verwendet werden. POI bezeichnet einen Ort, an dem sich Interessenten über Produkte eines oder mehrerer Anbieter informieren, z. B. Handel, Messen, öffentliche Orte (über ein Kiosksystem), zu Hause (z. B. über das Internet). Die Informationsvermittlung übernimmt häufig ein Multimedia-System. Durch zunehmende Verbreitung des Electronic Business und die Integration von Bestellmöglichkeiten ist der POI immer häufiger mit dem Point of Sale (POS) identisch.